# رضا اندوز
رضا اندوز (زادهٔ ۱۱ فروردین ۱۳۴۴) کشتی‌گیر اهل ایران است. او در وزن ۷۴ کیلوگرم مسابقات کشتی فرنگی مردان در بازی‌های آسیایی ۱۹۸۶ مدال نقره گرفت. او همچنین در بازی‌های المپیک تابستانی ۱۹۸۸ شرکت کرد.